# Vincenzo Cardarelli

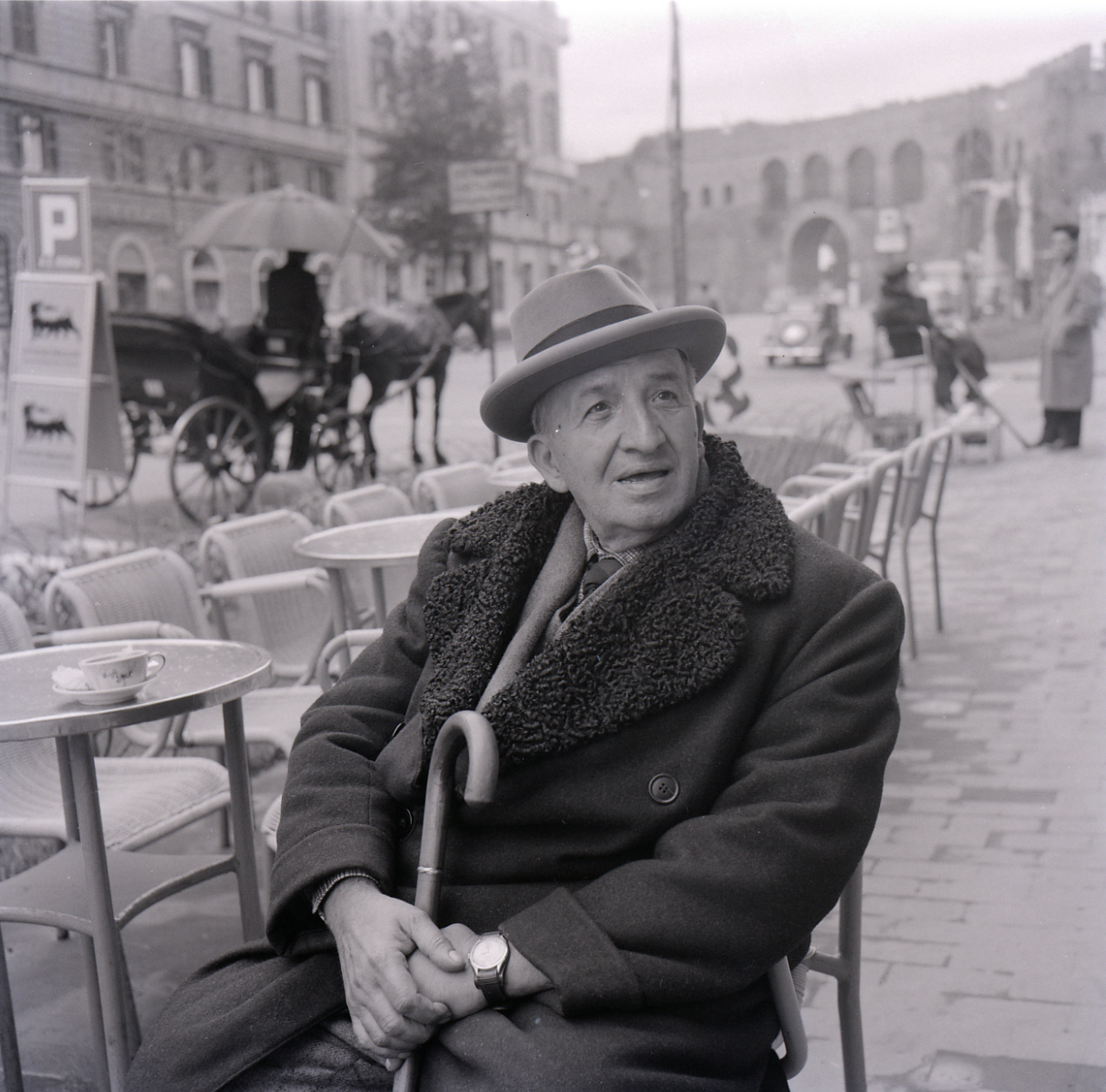
Vincenzo Cardarelli, foto von Paolo Monti, 1957

Vincenzo Cardarelli, Pseudonym für Nazareno Caldarelli (* 1. Mai 1887 in Corneto, heute Tarquinia; † 18. Juni 1959 in Rom) war ein italienischer Journalist, Schriftsteller und Dichter.

## Biographie
Seine Familie stammte ursprünglich aus den Marken. Nach einem abgebrochenen Studium versuchte er sich in verschiedenen Berufen.
In Rom begann er 1906 eine Karriere als Journalist. 1919 war er einer der Mitbegründer der Zeitschrift bzw. des Literaturkreises La Ronda, wo er wie seine Redaktionskollegen den aufkommenden Futurismus angriff. Als sein Vorbild galt Giacomo Leopardi. Den Premio Bagutta erhielt er 1929 für „Il sole a picco“ (Die senkrechte Sonne).
Daher vertrat er in seinen Werken einen strengen, formalen Klassizismus, der mit seiner klaren Nüchternheit in der italienischen Literaturlandschaft fast singulär erscheint. Aufgrund seines Stils ließ er sich laut Burdett, Lektor für italienische Studien an der Universität Bristol, von den italienischen Faschisten vereinnahmen, wobei seine antiparlamentarische Grundhaltung und der „Ruf zur Ordnung“ bereits vor dem Ersten Weltkrieg vorgeprägt war und obwohl er insgesamt die sozialrevolutionären Veränderungen des italienischen Faschismus ignorierte. Der Ausbruch des Ersten Weltkriegs überraschte ihn in Lugano, wo er fünf Monate lang blieb, um die Seiten der Prologhi zu überarbeiten und zu ordnen.
Interessanterweise wurde bereits seit Anfang der 1930er Jahre sein Stil und der von Emilio Cecchi, Ardengo Soffici und Giuseppe Prezzolini innerhalb einer Literaturkontroverse vom italienischen literarischen Neorealismus eines Carlo Bernari, Romano Bilenchi oder Cesare Pavese als selbstreferenziell und zu formal (contenutismo versus formalismo) angegriffen.
Mit der Prämierung von „Villa Tarantola“ durch den renommierten Premio Strega wurde seine Arbeit dennoch von der Kulturkritik der Nachkriegszeit 1948 gewürdigt. Er gilt als einer der bedeutendsten italienischen Lyriker des 20. Jahrhunderts. Zu seinen bekanntesten Gedichten gehören „Alla terra“ (Heimaterde), „Passaggio Notturno“ (Nächtliche Fahrt) und „Nostalgia“ (Sehnsucht).

## Werke
- Prologhi (1916)
- Viaggi nel tempo (1920)
- Terra genitrice (1924)
- Favole e memorie (1925)
- Il sole a picco (1929) – Die senkrechte Sonne
- Il cielo sulle città (1939) – Der Himmel über den Städten
- Lettere non spedite (1946)
- Villa Tarantola (1948)

## In deutscher Übersetzung
- Vincenzo Cardarelli: Gedichte (Italienisch-Deutsch). Auswahl und Übersetzung von Christoph Ferber, mit einem Nachwort von Ottaviano Giannangeli und Christoph Ferber, Dieterich’sche Verlagsbuchhandlung, Mainz 1996, ISBN 3-87162-038-6
- Vincenzo Cardarelli: 6 Gedichte, in: Italienische Gedichte des 20. Jahrhunderts. Italienisch und Deutsch. Übertragen von Paul-Wolfgang Wührl. Insel Verlag, Frankfurt am Main 1962 (Insel-Bücherei 737)